# Víctor Carranza
Víctor Manuel Carranza Niño (Guateque, 8 de outubro de 1935 – Bogotá, 4 de abril de 2013) foi um empresário e proprietário de minas de esmeraldas em Boyacá, uma área florestal não muito longe de Bogotá. Era conhecido localmente como o "czar das esmeraldas".
Carranza era um dos maiores proprietários de terras da Colômbia e construiu sua fortuna depois de descobrir a primeiro esmeralda no final de 1940. Víctor Carranza sobreviveu pelo menos a duas tentativas de assassinato e era investigado por supostas ligações com grupos paramilitares, mas sempre negou. Morreu vítima de câncer de pulmão e de  próstata.